# Йордана Беличева
Йордана Христова Беличева или само Дана Беличкина, с прозвище Дели Дана (изписване до 1945 година: Йордана Бѣличева) е българска революционерка, деятелка на Вътрешната македоно-одринска революционна организация, осъдена за революционната си дейност на 101 години затвор от турски съд.

## Биография
Родена е на 9 септември 1889 година в село Аламидере, тогава в Османската империя, днес Полковник Серафимово, България. Според легендата получава прякора си от един турчин, който се опитал да я задиря, а Дана го ударила с камък по главата и той я нарекъл Дели Дана, тоест Лудата Дана. Майка ѝ овдовява и става ятачка на комитите, бродещи в околните гори и защитаващи населението от турския произвол. Йордана поема по нейния път. Революционни дейци отвличат сина на богат търговец с искане за откуп и се укриват в къщата на Дана. 200 души башибозук ги напада. В завързалата се престрелка двама четници са убити, но Дана се спасява в суматохата, предизвикана от нейната самоделна бомба, която дори не се взривила. Дана прибира откупа от 200 жълтици и ги заравя под дувара. Арестувана е и откарана в тъмницата в Пашмакли, а после в Одрин, където е подложена на изтезания. Изправена е пред съд в 1907 година, който ѝ дава 101 години затвор.
След Младотурската революция от лятото на 1908 година е амнистирана. Жени се и има четирима сина. В Балканската война взимат участие Дана и мъжът ѝ със сформирана от тях бойна чета, която се отличава при превземането на Пашмакли, за което са наградени с медали за храброст.
След войната Дели Дана изравя парите от взетия преди време откуп и ги дава за ремонт на селската черква. Умира през 1940 година.
Братът на Йордана, ефрейтор Георги Христов Беличов загива в Първата световна война на 27 септември 1918 г. край Ново село, Струмишко.